# 이도재

이도재(李道宰, 1848년~1909년)는 조선, 대한제국의 문신이다. 호는 심재(心齋), 운정(篔汀), 자는 성일(聖一), 본관은 연안(延安), 시호는 문정(文貞)이다. 친아버지는 이명익(李溟翼)이며, 이건익(李建翼)에게 입양을 했다. 강위(姜瑋)의 문하에서 공부했다. 무예에도 일가견이 있던 그는 33세 시절 1880년 음서로써 무관 관직에 천거된 그는 2년 후 1882년(고종 19년) 생원으로 정시문과에 급제하여 홍문관 부수찬으로 등용되었다.
1884년 갑신정변 진압 관련 작전에 참전키도 한 그는 이후 경상좌도암행어사, 동부승지, 참의군국사무, 이조참의, 성균관 대사성 등을 역임했다. 1886년 호군(護軍)에 재직중 사대당에 의해 고금도로 귀양을 갔으며, 1894년 개화파 정부가 수립되면서 풀려났다. 동학농민운동이 일어나자 전라도 관찰사로 가서 전봉준을 생포하는 공을 세웠고, 1895년 관제개혁 때 전주부 관찰사로 옮겼다.
군부대신, 학부대신 등을 역임했으나 단발령(斷髮令)이 내려지자 상소를 올리고 관직에서 물러났다. 그 후 다시 학부대신, 내부대신 등을 역임했다. 1904년(광무 8년) 일본이 황무지 개척권을 요구하자 민간실업자와 조신(朝臣) 중의 유력자를 모아 농광회사(農鑛會社)를 설립하고 '황무지 개척은 일본인에게 맡길 것이 아니라 우리 손으로 해야 한다'고 주장하여 정부의 승인을 얻었다. 1907년(광무 11년) 시종원경으로 있을 때, 헤이그 밀사 사건으로 고종의 양위에 관해 논의하기 위하여 어전회의가 개회되자, 질병을 이유로 참석하지 않았다.
고종이 양위하자 박영효, 남정철(南廷哲) 등과 평양에서 올라온 시위대 제2연대의 지원으로 같은해 7월 20일, 고종의 양위식때 고종의 양위를 결정한 신하들을 전부 암살하려는 계획을 세웠으나 사전에 발각되어 체포됐다. 2005년 8월 3일 건국훈장 애족장이 추서되었다.